# 다얀 칸
다얀 카안(몽골어: ᠳᠠᠶᠠᠨ
ᠬᠠᠭᠠᠨ Dayan Qa'an, 한국 한자: 達延汗 달연한; Даян Хаан, 1464년 ~ 1517년 혹은 1519년, 1543년)은 북원의 대칸이었다. 휘는 보르지긴 바투 몽케(몽골어: ᠪᠣᠷᠵᠢᠭᠢᠨ
ᠪᠠᠲᠤᠮᠥ᠋ᠩᠬᠡ Borǰigin Batumöngke, 한국 한자: 孛兒只斤 巴圖蒙克 패아지근 파도몽극 ᠪᠠᠲᠤᠮᠥ᠋ᠩᠬᠡ, Батмөнх)이다. 바투 몽케는 카안이 되어 38년 동안 통치했으며, 그가 만든 정치·사회적 구조는 20세기까지 지속되었다. 그의 이름은 파도몽극(把秃蒙克), 파독맹가(把秃猛可)로도 번역되며, 탄언 칸(答言汗), 대원대카안(大元大可汗, Их-юань Их хаан, Их-юань Хаан)으로도 불린다. 별칭은 세첸 칸(ᠰᠡᠴᠡᠨ
ᠬᠠᠭᠠᠨ, Сэцэн Хаан 車臣汗, 徹辰汗)이었으며, 다얀 세첸 칸(ᠳᠠᠶᠠᠨ
ᠰᠡᠴᠡᠨ
ᠬᠠᠭᠠᠨ, Даян Сэцэн Хаан 達延 車臣汗, 達延 徹辰汗)으로도 부른다. 명나라에서는 그를 폄하하여 소왕자(小王子)라고 불렀다.
만돌 칸 사후 혼란기가 지속되자, 만두카이 카툰이 칭기즈 칸의 후손인 그를 찾아 양육하여 몽골의 대칸으로 세웠다. 1487년부터 오이라트를 정벌했으며, 이스마일, 후오시, 이브라힘 등을 정복하고 1510년 달란 데리군 전투에서 우익 3투멘을 격파한 뒤 동몽골를 통일했다. 몽골의 재통일 후 몽골 6만호(투멘)를 설치했는데, 좌익(동부)에 차하르, 할하, 우량카이 3부를, 우익(서부)에 오르도스, 투메드, 욘시예부 등의 3부를 두었다.
다얀 칸의 '다얀'은 몽골어로 '대원'(大元)을 뜻한다. 다얀 칸은 몽골을 중흥시킨 인물로 평가되며, 몽골의 역대 군주 중 칭기스 칸(태조 테무진) , 세첸 카안(세조 쿠빌라이)에 이은 위대한 군주로 평가받고 있다.

## 생애

### 출생과 생애 초기
바투 몽케는 1464년 혹은 1471년에 태어났으며, 일설에는 1473년생도 있다. 바투 몽케의 아버지는 오르도스 만호의 수장 바얀 몽케 볼후 지농(친왕)이었고, 어머니는 우량카이 출신의 시케르였다. 생일은 기록에 나타나지 않는다. '바투 몽케'는 몽골어로 '영원히 강함'을 의미했다.
아자이 타이지의 아들이 아그바르진 오케크트 칸, 만둘 칸이고, 아그바르진 오케크트 칸은 바투 몽케의 증조부였다. 할아버지는 카르고초크 두렌 타이지였고, 할머니 체체그 카툰은 오이라트부 에센 타이시의 딸이었다. 
만돌 칸은 종손인 바얀 몽케 불후 지농과의 전쟁으로 1478년에 죽었다. 볼후 지농 역시 카안으로 선포되기 전인 1479년에 피살되었다. 그리하여 쿠빌라이 카안의 후예들 가운데 남은 사람은 볼후 지농의 아들 바투 몽케 밖에 없었다. 그러나 그는 모든 사람에 의해 버려졌다. 바투 뭉케의 어머니 시케르는 메클린부(위구르족에서 몽골화된 부락) 출신의 이스마일 타이시와 결혼하며 바투 뭉케를 버렸다. 아버지 바얀뭉케 볼후 지농이 다스리던 몽골의 우익 역시 각자 자립했다.
바투 뭉케는 부실하게 양육되었고, 바카이(Багай)가 그를 거두었다. 탕구트부(몽골 제국에 흡수된 탕구트족의 후예)의 테무르 카닥(Төмөрхадаг)이 찾아와 아이를 좋은 사람에게 보내거나, 그럴수 없다면 자신에게 줄 것을 요청했다. 테무르 카닥이 6명의 형제와 함께 찾아와 바투 뭉케를 자신들의 부락으로 데려갔다.
바투 뭉케는 당시 비장 비대증이라는 병에 걸려 오랜 기간 복통을 앓았다. 테무르 카닥의 부인이 처음 새끼를 낳은 9마리의 암컷 흰 낙타의 젖과 은잔으로 바투뭉케의 배를 은잔이 닳아 구멍이 나도록 오랫동안 마사지를 하여 살려냈다고 한다. 이때 만두카이 카툰은 칭기즈 칸의 적통 후손을 찾았고, 테무르 카닥은 자신이 보호하던 바투 뭉케를 만두카이 카툰에게 보냈다. 바투 뭉케는 포충증에 걸려 다시 사경을 헤맸으나 만두카이 카툰의 적극적인 치료로 완쾌되었다.

### 대칸 추대
만돌 칸의 젊은 과부였던 만두카이 카툰은 바투 뭉케를 차하르 만호 소유의 에시 카툰 영묘(소르칵타니 베키의 영묘)로 데려가 아이와 결혼하면서, 그 아이를 대원 제국의 카안으로 옹립했다. 그의 즉위 초반 만두카이 카툰은 '세첸'(徹辰)이라는 칭호로 섭정을 했다. 일설에는 1479년, 1480년의 일이라 하며 1487년에 친정했다는 설이 있다.
이때 바투 뭉케는 대칸호를 다얀 카안(몽골어: ᠳᠠᠶᠠᠨ
ᠬᠠᠭᠠᠨ Dayan Qa'an)이라고 했다. 다얀은 중국어 대원(大元, 몽골어: ᠳᠠᠢ
ᠦᠨ Dai Ön)에서 차용한 말이었다. 이는 그가 몽골 제국의 한문식 국호인 대원을 계승하며, 몽골을 다시 통합하여 과거와 같은 영화를 재건하겠다는 희망을 보인 것이었다. 장정옥의 《명사》 328권에는 그가 홍치 원년 여름, 명나라의 효종 홍치제에게 서한을 보내 조공을 요구하며, 자신을 이흐온 카안(Их-юань хаан), 대원대가한(大元大可汗), 대원황제(大元皇帝)라고 했는데, 이것이 그의 칸호인지 원나라의 황제인지의 여부는 정확하게 알려진 것이 없다. 대원대가한, 대원황제는 다시 중국어로 번역되는 과정에서 다얀 칸으로 음역되었다.

### 즉위 초
바투몽케가 대칸으로 즉위하자 징기스 칸의 형제인 주치 카사르의 후손인 우네볼라드가 충성을 약속하였고, 칭기즈 칸의 형제들의 후손들이 다스리는 부족들이 새로 즉위한 칸에게 충성을 약속하였다. 몽골에 남아있던 오이라트인들은 대부분 항복하고 그에게 군사를 바쳤다. 투메드부의 쿠사이는 다얀 칸에게 충성하기를 거부하다가 공격을 받고 패배하였다.
당시 몽골은 칭기스 조 수장의 다얀 카안과 오이라트의 수장 이스마일 타이시로 양분되어 있었다. 만두카이 카툰은 1483년에 군대를 이끌고 이스마일 타이시를 공격하였고, 이스마일 타이시는 하미로 도주하여 그곳에서 죽었다.(1486년) 바투뭉케의 어머니 시케르도 이때에 귀환하여 이후 태후로 살게되었다. 이때부터 중국의 사료에서는 다얀 카안을 소왕자(한국 한자: 小王子)라 지칭한다. 시케르는 이스마일 타이시와 헤어질 때 아쉬워하면서 통곡했고, 몽골인들은 이를 두고 조롱하였다. 시케르와 이스마일에게서 태어난 아들 두명은 해서 여진에 노예로 팔았다 한다.
일설에는 이스마일 타이시가 다얀 칸의 즉위를 뒤에서 도왔다는 설도 있다. 이스마일 타이시는 하미로 도망쳐 오이라트부와 연합, 몽골 공격을 준비하다가 다른 무슬림, 투르크인들에게 살해되었다. 시케르가 이스마일 타이시에게서 얻은 또다른 아들 부라카이는 후일 다얀 칸이 집권하자 타이시에 임명되었다. 부라카이는 후일 칭하이를 차지했다가, 다얀 칸의 손자 군빌리크 메르겐 지농과 알탄의 공격을 받고 영지를 빼앗기게 된다.

### 명나라 공격
처음에 바투 몽케는 명나라와 좋은 관계를 유지하려 노력했고, 명나라에 사절을 보네 무역 조약을 제안했다. 그러나 몽골 대사 중 한 명이 명나라 조정에서 살해되었고, 다얀 칸은 협상을 거절한 명나라에 대한 정기적인 군사작전 및 약탈을 시작했다.
1495년 바투몽케는 명나라에 투항했던 우량카이 3위(현 카라친)를 공격, 점령하여 자신의 여섯 투멘에 합류시켰다.
다얀 칸은 몽골진과 호드 후사이, 오르도스의 톨로겐 등과 동맹을 맺고 다시 명나라 공격을 준비한다. 1500년에 만두카이 카툰 등과 군사를 이끌고 오르도스로 이동, 그 해 닝샤를 성공적으로 습격했지만, 곧 매복 중이던 명나라의 군사의 습격으로 패배했다. 간신히 포위를 피한 다얀 칸은 케룰렌으로 도망쳤다. 1501년 명나라의 장군 우와 왕은 다얀 칸을 체포하러 국경을 넘어 몽골을 기습공격했다가 참패하고 되돌아갔다. 이후 다얀 칸은 1507년까지 몽골군은 명나라 습격을 계속하였다.

### 제1차 오이라트 공략
다얀 칸이 대칸 위에1 오른 직후 몽골과 오이라트와의 관계는 비교적 안정적이었다. 1484년 소왕자 다얀 칸과 케쉬크 오록(카츠록)이 명나라를 침공하기 위해 협력하고 있다는 보고가 명나라 조정에 보내졌다. 그러나 1486년 당시 도르벤 오이라토를 통치하던 케쉬크 오록은 하밀로 도망친 이스마일과 동맹을 맺고 다얀 칸 공격을 비밀리에 추진하였다. 명나라측 기록에 따르면, 다얀 칸은 같은 해 가을에 이스마일, 케식 오록의 연합군을 다시 공격했고, 둘 다 전쟁에서 사망했다 한다.
한편, 몽골 연대기는 만두카이 카툰이 어렸을 때 실시한 두 번의 오이라토 원정을 묘사하고 있으며, 그 중 하나는 중국측 기록에 언급된 다얀 칸의 오이라토 원정과 일치할 것으로 추정된다. 다얀 카안의 첫 번째 오이라트 원정에 대해 새로 결혼한 만두카이 하툰은 젊은 다얀 카안과 함께 오이라트로 출정, 원정을 갔고 테수트 부루에서 오이라트를 상대로 승리했다 한다.

### 제2차 오이라트 공략
또 다른 오이라트 원정대는 만두카이 카툰의 네 번째 임신 중에 있었다. 혹은 1496년에 있었다는 설도 있다. 임신 중 만두카이 카툰은 오이라트로 출정했고, 만두카이는 에세레이 다이유와 옹기라트부의 다른 사람들의 도움으로 무사히 귀환, 오치르 볼라트와 다른 아들들을 낳았다는 것이다. 
다얀 칸과 오이라트 사이의 갈등은 1486년 이후에도 간헐적으로 계속되었고, 다얀 칸과 오이라트는 1496년까지 다툼을 벌였다 한다. 다얀 칸과 이후에도 그의 후계자들과 오이라트와 수시로 갈등, 오이라트의 권력을 크게 약화시킨 것처럼 보였다. 다얀 카안의 오이라트 원정은 오이라트와 명나라 사이의 무역로를 차단했고, 영락제 시대 이후로 계속되었던 오이라트의 명나라 공물은 이 시기에 끊어졌다.

### 정복 전쟁
1495년 다얀 카안은 우량카이 3위(兀良哈三衛)를 정복했다. 그는 좌익 차하르, 할하, 우량카이, 우익의 오르도스, 투메드, 욘시에브부에 각각 아들들을 보내 현지 족장의 딸과 결혼시키고 해당 부를 장악한다. 이로써 동부 몽골을 통일하였다. 우량카이에 대해서는 보류를 취했는데, 우량카이는 그의 어머니의 일족이기 때문이었다. 다얀 칸은 칭상, 타이시 등의 칭호를 폐지시켰다.
1509년 둘째 아들 울루스 볼라트를 우익 3만호(오르도스부, 투메드부, 욘시에부부)의 지농에 임명하여 우익 3만호를 맡기고 오르도스에 만호부를 설치했으며, 자신은 좌익 3만호를 직접 통치하고 차하르에 만호부를 설치하였다. 울루스 볼라트를 지농에 임명해 오르도스부에 보냈으나 욘시에부부의 영주 이부랄과 오르도스부의 만두라이 아굴루(아리두사)에게 암살되었다.
이를 계기로 다얀 칸은 1510년 몽고진부(蒙古貞)의 화차이(火篩)를 공격, 화차이는 욘시에부부의 이부랄과 연합하여 다얀 칸 군대를 상대했으나, 참패하고 사살했다. 1510년 욘시에부부 이부랄, 오르도스부의 만두라이 아굴루(아리두사)등과 교전, 다란트리곤(현, 내몽골 자치구 어퉈커 기(몽골어:Отог хошуу 鄂托克旗) 전투에서 크게 격파하고 이부랄은 칭하이로 도피, 욘시에부부를 정복하였다. 만두라이 아굴루는 량주(涼州), 감주(甘州), 숙주(肅州), 칭하이 등으로 피신했다. 1514년 다얀 칸은 량주와 숙주를 공격, 만두라이 아굴루를 패사시켰다.
칭하이로 도피했던 이부랄은 다얀 카안 사후 보디 알락 칸 즉위 후 사이좋게 지내다가, 1533년 군빌리크, 알탄 칸의 공격을 받고 합밀로 도피했다가 합밀 현지인에게 살해된다.

### 투메드와의 전투
1508년 다얀 칸은 투메드부를 상대로 출정, 교전했다. 다얀 칸은 아들 울루스 볼라드를 투메드부로 보냈으나 울루스 볼라드는 얼마 뒤 살해되었다. 울루스 볼라드 살해 후 우익 3 투멘을 정벌하기로 결정한 다얀 칸은 투메드의 호사이 타부낭과 처음으로 싸웠다. 명나라의 기록에 따르면 1508년 투메드 지역의 전쟁 포로였던 중국인이 몽골인들이 내부 다툼이 있었다는 보고를 했는데, 이 전쟁과 관련된 것으로 추정된다.
몽골원류에서 울루스 볼라드의 죽음을 알게 된 다얀 칸은 우익 3투멘을 정복하기 위해 나섰지만, 옹곤 산 계곡과 투르겐 강 일대에서 누군가의 소몰이 소리를 적의 공격으로 오해하고 퇴각했다 한다. 몽골의 어떤 기록은 우익의 3투멘 군대가 퇴각한 다얀 칸의 좌익 3투멘 군대를 추격하여 섬멸했다 한다.

### 달란 테리군 전투와 우익 3만호 정복
1512년, 다얀 카안은 둘째 아들 올로스 볼라드를 지농에 임명해 서부 3만호를 통치하게 했다. 그러나 오르도스에 있는 칭기스 칸의 사당을 참배하고 지농이 되었음을 고하러 갔던 올로스 볼라드가 이바리(= 이브라힘) 타이시와 오르도스 몽골의 만돌라이에게 암살되었다. 가까스로 위험을 벗어나 이 사실을 다얀 카안에게 알린 것은 다얀 카안의 3남 바르수 볼라드였다. 분개한 다얀 카안은 서부 3만호에 대한 원정을 단행한다.
얼마나 많은 피가 흘러서 고일지

얼마나 많은 시체가 누워 남을지

군주이신 높은 하늘에게 맡기겠소!

그다음에는 아버님이신 성군께 맡기겠소!

다얀은 처음에는 투르겐 강에서 패배하였으나, 1510년, 다얀 칸의 군대는 달란테리군에서 우익 3투멘을 격파했다. 오르도스부의 지도자 만돌라이는 죽임을 당했고, 이부라이는 쿠케노르로 도주하여 1533년까지 활동하였다. 다얀은 우익 3투멘을 노예로 만들라는 조언을 거부하고, 1513년에 바르소볼로드를 지농(晉王)으로 임명했다. 다얀은 달란테리군 전투에 참여한 모든 군대를 타르한(세금 면제자)로 임명했다. 이어 우량카이의 투멘들을 해산시키고 우익 지농의 지휘를 받게 했다. 이 전투를 통해 바르스 볼로드와 그의 후손들이 오르도스 등 서부 3만호를 기반으로 발전할 수 있는 기틀이 마련되었다. 1513년 다안 칸은 그때까지 이어지던 원나라 시대의 관직명이자 몽골 내 유력 귀족들의 칭호로, 군사 사령관화 됐던 타이시(태사 太師)와 다이유(태위 太慰), 칭상(승상 丞相) 등의 관직명을 폐지했다.
일설에 다얀 카안이 달란 테리군에서 이브라힘을 격퇴한 것이 1509년 가을이라는 설도 있다.

### 명나라 침공과 패퇴
1513년부터 다얀 카안은 명나라 습격을 재개하였다. 다얀 칸은 베이징 외곽의 다퉁에 요새를 건설하고 15,000명의 병사를 보내 지속적으로 주시했다. 1514년 70만 명의 군대를 이끌고 명나라 변방을 침략하고 되돌아갔다.
1517년 9월 25일 명 무종이 자신의 생일을 기해 선부 지역을 순시하였다. 소식을 접한 다얀 칸은 5만 군사를 이끌고 옥림위(玉林衛) 주변에 있다가, 10월 1일 무종의 어가가 순성천(順聖川)으로 이동한다는 정보를 듣고 남하, 대동 총병관(大同總兵官) 왕훈(王勛) 군대와 교전했다. 다얀 칸은 군사를 이끌고 남쪽의 응주로 내려갔다.
10월 2일 응주를 침입, 무종은 대장군 주도(朱壽)라는 이름으로 장수들을 이끌고 10월 4일부터 10월 6일까지 성에서 공성전을 벌였다. 10월 7일 다얀 칸은 군사를 이끌고 퇴각하였다. 당시 명나라 군은 52명이 전사하고 563명이 전사했으며, 몽골군은 16명의 수급을 확보했다 한다. 일설에는 다얀 칸이 이때 사망했다는 설이 돌기도 했다.

### 후계자들
다얀 카안의 장남 투루 볼라드는 1523년에 사망했다. 그 이듬해 칸 자신도 죽었다. 일설에는 1543년에 사망했다는 설도 있다. 
당시 21세였던 투루 볼라드의 맏아들 보디 알락이 정당한 후계자였으나, 보디 알라그의 삼촌이자 다얀 카안의 3남이자 우익 3만호의 수장이었던 바르수 볼라드가 뒤를 이었다. 그러나 곧 보디 알락이 좌익 3만호의 지지를 얻어 바르수 볼라드 카안을 몰아내고 왕좌를 되찾았다. 이 모든 일이 1523년에 일어났던 것으로 보인다.
몽골 동부의 6개 부족을 정복, 자신의 아들들을 현지 유력 부족장의 사위로 보내 그 곳의 지도자로 정착하게 했다. 자신의 사후 아들들을 위한 영지로 나누기로 한 그의 결정은 1세기 뒤 몽골 고원의 재분열을 불러왔지만, 그의 사후 1세기 동안 안정적인 보르지긴 가문의 통치를 형성했다.
우익 3만호 중 바르수 볼라드의 아들 알탄 칸은 투메드부의 영주로, 말,소 무역을 명나라에 요청했으나 거절당하자, 세력을 규합해 명나라의 선화현과 대동 등을 수시로 약탈했다. 
우량카이 지역은 다얀 카안 사후 몽골의 영향력에서 벗어났다.

## 개혁

### 6만호 체제
다얀 칸은 6대 부락을 아들들에게 분봉하였다. 이 6대 부락은 에센 타이시 사후 본격적으로 형성되기 시작하였으나, 다얀 칸의 분봉으로 인하여 그 모습을 드러내었다. 이를 6만호 체제라 한다. 다얀 칸은 6만호 지배를 실현함으로써 쿠빌라이 계의 몽골 지배를 실현했다. 일반적으로 6만호는 차하르, 할하, 우량하이, 오르도스, 융셰부, 투메드를 지칭하는데, 이 6만호는 좌·우익 3만호로 대별되었다. 좌익 3만호는 칸 자신의 직접적인 통제 하에 있었고, 우익 3만호는 칸이 자기 자식들 가운데에서 뽑은 지농의 휘하에 두어졌다. 이때 나타난 부족 집단의 틀이 현재까지 몽골족을 구성하는 여러 집단의 원형이 되었다.
- 좌익 3만호
  - 차하르
  - 할하
  - 우량하이
- 우익 3만호
  - 오르도스
  - 융셰부
  - 투메드

### 세제 개혁
사강 세첸이 전하는 바에 따르면 바트뭉흐 다얀 칸은 세금 제도를 새로이 도입하였으나, 구체적인 사항에 대해서는 전해지지 않는다. 그러나 이 세제를 통해 몽골 유목민들의 가축 수가 늘어났을 것으로 보인다.

## 가족
- 만두카이 카툰(滿都海哈屯)과의 사이에서 얻은 자식들
  - 맏아들 투루 볼라드(圖魯博羅特)[18] 또는 투루 바이호(圖魯拜琥, 鐵力擺戶)[19]: 올로스 볼라드와 쌍둥이 형제.
  - 둘째 아들 올로스 볼라드(烏魯斯博羅特)[18] 또는 올로스 타이지(五路士台吉), 올로스 바이호(烏魯斯拜琥)[20]: 투루 볼라드와 쌍둥이 형제.
  - 셋째 아들 바르수 볼라드 칸(巴爾斯博羅特, 巴兒速孛羅): 아르소 볼라드와 쌍둥이 형제. 달란 테리군 전투 이후 우익 3투멘을 지배하는 지농으로 임명되었다. 다얀 칸의 사후 장손 보디 알락 칸이 어리다는 이유로 카안의 직위에 올랐다.[21] 일설에는 투룰트 궁지와 쌍둥이 남매로 태어났다는 설도 있다. 오르도스부, 투메드부의 선조.
  - 넷째 아들 아르소 볼라드(阿爾蘇博羅特)[18] 또는 아르소 홍타이지(我折黃台吉) 또는 아르소발라드[22]: 바르수 볼라드와 쌍둥이 형제.
  - 다섯째 아들 오치르 볼라드(斡齊爾博羅特, 阿赤賴台吉, 瓦齊爾博羅特)[18] 또는 우다 발라드(烏達博羅特)[23]: 알초 볼라드와 쌍둥이 형제
  - 여섯째 아들 알초 볼라드(阿爾楚博羅特, 阿勒楚博羅特)[18] 또는 나리불라 타이지(納力不剌台吉), 또는 엘 보오라(額勒博古拉)[24]: 오치르 볼라드와 쌍둥이 형제
  - 일곱째 아들 알 볼라드(阿爾博羅特) 또는 알 보고라(納勒博古喇)[18] 또는 나리불라 타이지(那力不賴台吉)
- 구세이 카툰에게서 얻은 자식들
  - 여덟째 아들 가로도(格哷迪)[18] 또는 가로도 타이지(格哷圖台吉, 克列兔台吉), 차한 몽케(察罕孟克)
  - 아홉째 아들 칭 타이지(稱台吉, 成台吉)[18] 또는 가로 볼라드(格哷博羅特) 또는 게겐 몽케(格根孟克)
- 오로고드부의 사모르 타이호와의 사이에서 얻은 자식들
  - 열째 아들 게레센제 잘랄(格哷森扎扎賚爾)[18], 외할하부의 4칸부의 선조
  - 막내아들 오바산자 칭타이지(烏巴撒察青台吉, 鄂不錫衮青台吉) 또는 칭타이지(青台吉) 또는 오바산자 타이지(五八山只台吉)[18]

## 관련 작품

### 영화
- 《만두카이 현명한 여왕》 (1988년, 몽골 영화) - 쇠크하약 잠시라이진
- 《만두카이 현명한 여왕》 (1988년, 몽골 영화) - 푀레비진 바야르쿠흐, 아역

## 같이 보기
- 차하르부
- 투시예드 칸부
- 세첸칸부
- 자사그투칸부
- 알탄칸부
- 투메드부